# Андромедиди

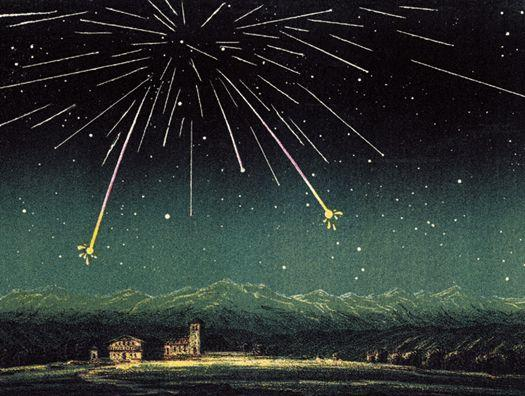
Андромедиди 27 листопада 1872 року — продукт розпаду комети Бієли кілька десятиліть тому.

Андромеди́ди або Бієлі́ди — метеорний потік із радіантом у сузір'ї Андромеди поблизу зорі Аламак
(γ Андромеди). Спостерігається цей потік з 25 вересня по 6 грудня з підвищенням інтенсивності протягом 9 — 28 листопада. Пов'язується із кометою Бієли, яка розпалася наприкінці 1846 року та після 1852 року більше не спостерігалася.
Андромедиди відзначалися потужними зоряними дощами 1882 та 1885 року.
Після 1899 року майже непомітні. Імовірно під дією збурень від великих планет, передусім — Юпітера, їх орбіта змінилася і вже не має зближення із земною орбітою.